# ハンス・アスペルガー
ハンス・アスペルガー（Hans Asperger、1906年2月18日 - 1980年10月21日）は、アスペルガー症候群の研究で知られる、オーストリア・ウィーン生まれの小児科医である。

## 業績
1944年、アスペルガーは、4人の少年を被験者とし、「共感能力の欠如、友人関係を築き上げる能力の欠如、一方的な会話、特定の興味における極めて強い没頭、およびぎこちない動作を含む行動および能力のパターン」を同定した。彼はアスペルガー症候群（AS）の最初の定義を著した。彼が「自閉的精神病質」と呼んだ、自閉症（そのもの）と精神病質（人格の疾患）を意味する行為や能力のパターンが含まれる。
今の自閉症という概念は当時にはなく、ここで使われる「自閉的」とは統合失調の無為自閉のような状態を指すことに注意が必要である。ASの子供達が、興味のある事柄について非常に詳細に語る能力を持っていることから、彼らを「小さな教授たち」と呼んだ。
アスペルガーのASに対する肯定的な見解は、レオ・カナーの自閉症の記述とは実に対照的であるが、両者は同じ状態を述べている。
アスペルガー自身も子供の頃、彼の名に因んだまさにASの特徴を現していた。人と距離を置いた孤独な子供で、友人を作ることが困難だったと述べている。語学の才能があり、とりわけドイツ語の詩人フランツ・グリルパルツァーに興味を持った。フランツの詩を、興味のない同級生に対しても繰り返し引用していた。

## 経歴
第二次世界大戦中はユーゴスラビアの枢軸軍軍医であり、弟はスターリングラードで戦死した 。 終戦間際には、シスター・ヴィクトリーネ・ザック（Viktorine Zak）とともに子供のための学校を開いた。 学校は爆破、破壊され、シスター・ヴィクトリンは犠牲になり、アスペルガーの初期の仕事の多くも失われた。
アスペルガーがナチスのメンバーであるかどうかに関しては議論がある。ナチスと協力して、アスペルガーは、「不適当（unfit）」とみなされる子どもたちを
アム・シュピーゲルグルントに移送することを推奨した。数十人の子どもがそこで殺害された 。アスペルガーは、彼自身の患者をナチスから守り、ゲシュタポに子どもたちを引き渡すことを拒否したかったと主張した。
ゲオルク・フランクルは、後にオーストリアからアメリカへ移住し1937年にレオ・カナーの下で働くまで、アスペルガーの下で主任診断医だった。
アスペルガーは1944年に自閉症の定義を発表した。これはソ連の精神科医グルーニャ・スハレワによって1926年に発表されたものとほぼ同じであった。アスペルガーは、自閉症であると診断した子供のうちの一部は、成人期に特殊な才能を生かすと確信していた。そのうちの1人フリッツ・V（Fritz V.）という子供が成人するまで追跡調査をし（症例サンプルのフルネームを出す事は人権上の問題から禁じられている）、天文学の教授になり、学生時代に気づいていたニュートンの業績の間違いを解決した。他に、オーストリアの小説家で、2004年にノーベル文学賞受賞したエルフリーデ・イェリネクがいた。しかしアスペルガーは、大多数の自閉症の人々にとって自閉症の特徴は利益よりも障害であり、重度障害の被験者は社会的価値がほとんどないと主張している。
自閉症の症状を記述する彼の画期的な論文が出版された後、1944年にウィーン大学でテニュア教授の職に就いた。終戦後間もなく、ウィーン大学小児病院小児科主任教授に着任し、20年間在職した。
後にインスブルックに移った。1964年から、ヒンターブリュールのSOS子供の村に勤務した 。1977年に名誉教授になり、その3年後に死去した。
アスペルガーの論文はほとんどドイツ語で発表され、翻訳されることがなかったため、世界的に広く認識される前に死去したことになる。「アスペルガー症候群」という表現を初めて用いたのは、イギリスの研究者ローナ・ウィングで、論文「アスペルガー症候群－臨床報告」を1981年に発表し、1943年にカナーが発表した従来の自閉症モデルに異論を唱えた。
ハンス・アスペルガーにちなんで命名されたアスペルガー症候群は、1994年には精神障害の診断と統計マニュアル（DSM）の第4版で正式に採用されたが、2013年のDSM-5で削除された。
ASPIRES（Asperger Syndrome Partners & Individuals Resources, Encouragement & Support）は、ハンス・アスペルガーの生誕100周年、ウィングの論文発表25周年に当たる2006年を、国際アスペルガー年（International Asperger's Year）と定めた。